# Opechankanough
Opechankanough (1566?-1644) fou el darrer rei dels powhatan. Era germà petit de Wahunsonacock, el 1608 va capturar l'explorador anglès John Smith. Fou hostil als anglesos, i a la mort del seu germà va dirigir un atac a Jamestown per tal que s'apoderessin dels seus camps de tabac el 1622, que esdevingué massacre. Aleshores fou nomenat gran cap. El 1644 va dirigir un altre atac contra els colons, tot matant-ne 300, però fou fet presoner i va morir d'una ferida.